# 嵯峨御流

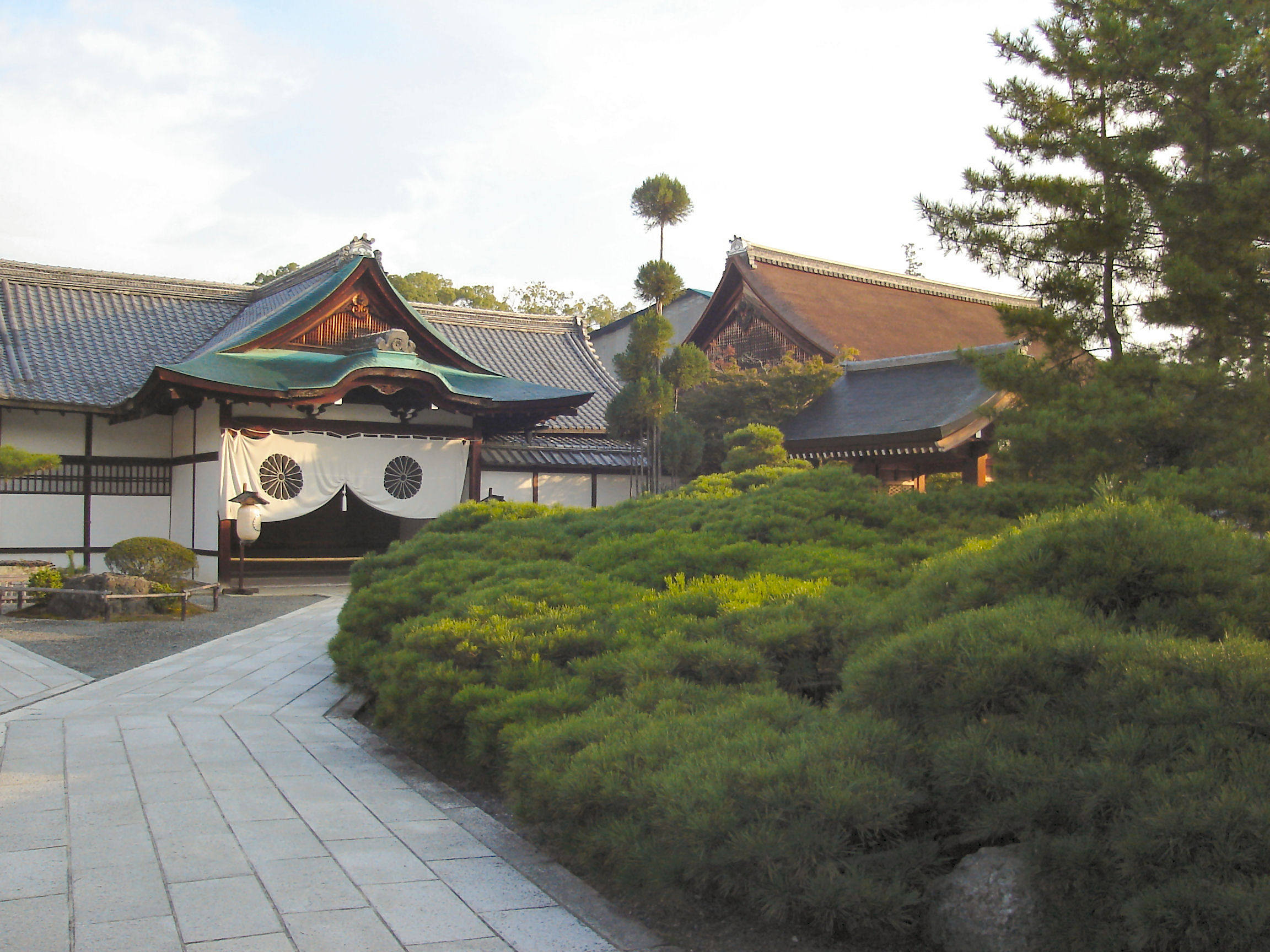
嵯峨御流之發祥地、大覺寺（京都市右京區）

嵯峨御流（さがごりゅう）是以嵯峨天皇為開祖的華道之一派。也稱作「華道嵯峨御流」。

## 發祥
弘仁之時，第52代嵯峨天皇在京都大覺離宮（大覺寺）創建宮殿，使用離宮旁大澤池的花插花，據說此為發祥。
之後，「嵯峨御流」一時衰退，但是，第59代宇多天皇在大覺寺建構離宮，委託未生流的未生齋廣甫再興華道。未生齋廣甫將嵯峨御流普及，使「嵯峨御流」全國知名。

## 關連項目
- 大覺寺
- 嵯峨天皇
- 宇多天皇
- 未生流
- 未生齋廣甫
- 華道

## 外部連結
- いけばな嵯峨御流 （页面存档备份，存于）
- 嵯峨御流会 （页面存档备份，存于）
- 旧嵯峨御所　大覚寺　門跡 （页面存档备份，存于）

## 脚注
1. ↑  嵯峨天皇被視為開祖，但是，自古就有華道的家元大覺寺是實際的開祖。